# Forever Slave
Forever Slave est un groupe de metal gothique espagnol, originaire de Valence, Communauté valencienne.

## Biographie
Forever Slave est formé en 2000, par et Sergio et Lady Angellyca. Le style du groupe se caractérise par une voix féminine accompagnée de morceaux mélodiques aux claviers. Ils enregistrent et publient une première démo intitulée Hate (2000). Deus nouvelles démos sortent entre 2001 et 2004, Schwarzer Ángel et Resurrection, respectivement.
Au début de 2005, Forever Slave signe un contrat avec le label Armageddon Music. Cette même année, ils y publient leur premier album Alice’s Inferno. Alice’s Inferno atteint le top 27 des classements espagnols, et est chroniqué par des magazines tels que Metal Hammer. La pochette de Alice’s Inferno est réalisée par Lady Angellyca. Forever Slave participe à des grands festivals pour la promotion de l'album comme le Wacken Open Air, le Metal Female Voices Fest et le Rock Stars Festival. Toujours en 2005, Lady Angellyca auditionne pour Nightwish.
En août 2007, Forever Slave commence à travailler sur un deuxième album, intitulé Tales for Bad Girls qui sort en 2008 aux labels Armageddon Music et Wacken Records. En 2008, ils jouent en soutien à Kamelot, en remplacement de Visions of Atlantis. À la fin de 2010, ils annoncent travailler sur de nouvelles chansons.

## Membres
- Lady Angellyca - chant (depuis 2000), claviers, programmation (depuis 2010)
- Sergio « Servalath » Valath - guitare (depuis 2000), claviers, programmation (depuis 2010)
- Azrhael - basse (depuis 2011)
- Sento - batterie (depuis 2011)

## Discographie

### Albums studio
- 2005 : Alice's Inferno
- 2008 : Tales for Bad Girls